# Free European Song Contest
O Free European Song Contest (em português: Festival Europeu Livre) é um concurso de canções televisionado a decorrer anualmente desde 2020, com participantes de diversos países (principalmente da Europa), também tendo a Lua como participante.
Originalmente, o concurso pretendia ser o substituto do ESC 2020 que havia sido cancelado pela pandemia de COVID-19 em Europa. Mas, após o sucesso em 2020, decidiu-se fazer outro festival em 2021.

## História
Como disse no começo, o festival nasceu após o cancelamento do Eurovisão 2020, sendo ideia do produtor e cantante alemão Stefan Raab com ajuda do canal de televisão ProSieben e a productora Brainpool.
Depois do sucesso da primeira edição, uma segunda edição será realizada em 2021.

## Regras
As mesmas do Eurovisão mas os `participantes deven ter alguma relação com a cultura alemã.

## Países participantes
- Alemanha
- Áustria
- Bulgária
- Cazaquistão
- Croácia
- Dinamarca
- Espanha
- Irlanda
- Israel
- Itália
- A Lua
- Países Baixos
- Polónia
- Suíça
- Turquia
- Reino Unido